# Gare d’Austerlitz
Gare d’Austerlitz – jeden z głównych dworców kolejowych Paryża, stracił na znaczeniu po otwarciu LGV Atlantique. Posiada 21 torów. Także stacja metra.